# Сан Марко (Мачерата)
Сан Марко (итал. San Marco) насеље је у Италији у округу Мачерата, региону Марке.
Према процени из 2011. у насељу је живело 60 становника. Насеље се налази на надморској висини од 303 м.